# مولاگباون
مولاگباون (به انگلیسی: Mullaghbawn) یک روستا در بریتانیا است. مولاگباون ۵۹۶ نفر جمعیت دارد.